# AIDAluna
Die AIDAluna ist ein Kreuzfahrtschiff von Carnival Corporation & plc. Sie wird für Fahrten unter der speziell auf den deutschen Markt ausgerichteten Konzernmarke AIDA Cruises eingesetzt. Betrieben wird sie unter italienischer Flagge durch Costa Crociere in Genua.
Das Schiff wurde im Frühjahr 2009 neben den ein bzw. zwei Jahre zuvor in Dienst gestellten Neubauten AIDAbella und AIDAdiva als drittes Baumuster der Sphinx-Klasse in Dienst gestellt.

## Geschichte
Nachdem AIDA Cruises bereits am 15. Januar 2008 in einer Pressemitteilung den Namen des Neubaues bekannt gegeben hatte, wurde die AIDAluna (Projektbezeichnung AIDA SPHINX II) am 29. März 2008 auf der Meyer-Werft in Papenburg als Baunummer S. 660 auf Kiel gelegt. Nur zwei Tage zuvor war die Emsüberführung ihrer Vorgängerin AIDAbella (Projektbezeichnung AIDA SPHINX III) erfolgreich abgeschlossen worden. Im Rahmen der Kiellegung legten 100 Vertreter von Reisebüros sowie Mitarbeiter der Meyer Werft und von AIDA Cruises Münzen unter den ersten von 55 Baublocks. Am 10. Oktober 2008 wurde das Schiff um rund 170 Meter aus der Dockhalle geschleppt, um mit dem 25 Meter langen, 19 Meter breiten und 10 Meter hohen, 75 Tonnen schweren Schornstein  aus Aluminium das letzte Bausegment zu installieren und Tests durchzuführen.
Knapp vier Monate später, am 13. Februar 2009, wurde die AIDAluna ausgedockt und nach weiteren technischen Tests an den Ausrüstungskai verholt. Die Überführung durch die Ems nach Emden begann am 21. Februar 2009 und war mit dem Festmachen am Emskai in Emden am Morgen des 22. Februar 2009 abgeschlossen. Die Überführung erfolgte mithilfe des Emssperrwerks, womit der Wasserstand auf 2,5 Meter über Normalhöhennull gebracht wurden. Das Emssperrwerk war am Abend des 20. Februar 2009 geschlossen worden.
Am 16. März 2009 konnte die Meyer Werft das Schiff in einer feierlichen Zeremonie an AIDA Cruises übergeben.
Im Anschluss wurde die AIDAluna nach Hamburg überführt und lief am 22. März 2009 zu ihrer 14-tägigen Jungfernfahrt von Hamburg nach Palma aus, wo sie am 4. April 2009 von dem deutschen Model Franziska Knuppe getauft wurde. Am Tag nach der Taufe legte die AIDAluna zu ihrer ersten regulären Transeuropareise ab. Die Route führte über Barcelona, Valencia, Tanger, Cádiz, Lissabon, A Coruña, Santander, Le Havre wieder nach Hamburg zurück. Am 22. April 2009 legte sie erstmals in Kiel an, von wo aus das Schiff in seiner ersten Sommersaison Kreuzfahrten auf der Ostsee durchführte.
Am 19. Oktober 2009 wurde die AIDAluna von der Redaktion des Schlummer-Atlas zum „Schiff des Jahres 2010“ gekürt.
Am 19. Februar 2024 gab AIDA Cruises unter dem Projektnamen „AIDA Evolution“ ein Flottenerneuerungsprogramm für Schiffe der Sphinx-Klasse bekannt. Der Werftaufenthalt ist vom 22. Oktober 2025 bis 10. Dezember 2025 geplant.

## Schiffstechnik
In technischer Hinsicht entspricht die AIDAluna weitgehend ihren Schwesterschiffen aus der ersten Generation der Sphinx-Klasse. Sie hat eine dieselelektrische Maschinenanlage, bei der vier von Dieselmotoren angetriebene Generatoren das Schiff mit Elektrizität und Prozesswärme versorgen. Der Antrieb der beiden Propeller erfolgt über Elektromotoren.
Im Rahmen umfangreicher Wartungsarbeiten, die im Frühling 2014 bei der Werft Blohm + Voss in Hamburg durchgeführt wurden, erhielt die AIDAluna als erstes Schiff der Sphinx-Klasse eine Abgasreinigungsanlage, mit der die Schwefeloxid-Emissionen um rund 90 Prozent reduziert werden. Der Scrubber ist Teil eines dreistufigen Systems, das innerhalb der Carnival-Gruppe entwickelt wurde.

## Decks
Die Decks der AIDAluna entsprechen weitestgehend denen der Schwesterschiffe AIDAdiva und AIDAbella. Unterschiede liegen nur in der Farbgestaltung. Die Farben Blau, Gelb und Orange dominieren die Einrichtung der AIDAluna.
- Deck 3
Auf Deck 3 befinden sich die Tenderpforten, der Ausstieg zum Pier respektive Einstieg in die Tenderboote. Wie auf den Schwesterschiffen befindet sich dort auch das Hospital sowie die Lager für das Fahrrad- und Tauchmaterial. Auf der Backbordseite ist eine Bar untergebracht, deren Bordwand aufklappbar ist, so dass in Häfen der Barbetrieb aufgenommen werden kann.
- Deck 4
Auf Deck 4 befinden sich ausschließlich Innen- und Meerblickkabinen in mehreren Varianten.
- Deck 5
Auf Deck 5 befinden sich weitere Kabinen unterschiedlicher Kategorien. Im Heckbereich des Schiffes gibt es Balkonkabinen. Des Weiteren befindet sich im Heckbereich der Kinder-Club. Auf Deck 5 sind auch die Rezeption, ein Ausflugsbuchungsschalter und die Internet-Corner untergebracht.
- Deck 6
Auf Deck 6 befinden sich weitere Kabinen unterschiedlicher Kategorien. Vor und hinter den Rettungsbooten, von denen es 16 Stück in unterschiedlichen Größen gibt, befinden sich Balkonkabinen. Im Heckbereich gibt es zwei Premium-Suiten.
- Deck 7
Auf Deck 7 sind als Außenkabinen ausschließlich Balkonkabinen angebracht. Im Bug- und Heckbereich befinden sich verschiedene Suiten. Neben den Kabinen befinden sich hier auch die Wäscherei und die Kunstgalerie mit Werken von nationalen und internationalen Künstlern wie Janosch, James Rizzi, Udo Lindenberg und Robert Nippoldt.
- Deck 8
Auf Deck 8 das gleiche Bild wie auf Deck 7 mit Balkonkabinen sowie Suiten im Bug- und Heckbereich.
- Deck 9
Im Bugbereich von Deck 9 befinden sich Balkonkabinen, Innenkabinen und Suiten. Auf diesem Deck beginnt auch das Theater der AIDAluna mit der Theatrium-Bühne, wo sich das Schiffsleben abspielen soll. Der vordere Teil der Bühne ist beweglich und lässt sich in verschiedenen Positionen auf die Höhe der Hauptbühne anheben und senken. Des Weiteren können auf Deck 9 Ausflüge gebucht, im Bordladen eingekauft und die Kunstgalerie besucht werden. Im Heck befindet sich ein Buffet-Restaurant. Im Bereich des Theatriums sind eine Sushi-Bar und die Luna Bar untergebracht.
- Deck 10
Auf Deck 10 wird das Theatrium weitergeführt. Drumherum befinden sich das Casino, das Cafe Mare, die Vinothek und der Fotoshop. Im Bugbereich ist die AIDAbar untergebracht, und es befindet sich dort die AIDA Lounge mit Bibliothek. Im Heckbereich befindet sich das zweite Buffet-Restaurant und ein bedientes Restaurant. Für Konferenzen stehen Räumlichkeiten zur Verfügung.
- Deck 11
Deck 11 bildet den Abschluss des Theatriums. Dort angegliedert war das 4D-Kino. Anstelle des Kinos wurden im Zuge von Umbaumaßnahmen vier weitere Meerblickkabinen installiert. Auf Deck 11 beginnt das Sonnendeck mit Whirlpool, das sich bis auf Deck 14 hochzieht. Im Heckbereich sind weitere Restaurants angegliedert. Des Weiteren befindet sich auf dem Sonnendeck die Beach Bar.
- Deck 12
Auf Deck 12 gibt es das große Sonnendeck mit Poollandschaft und Pool Bar. Weiterhin befinden sich auf diesem Deck der Joggingparcours, eine Golfanlage, der Wellness-Bereich, das HYPE (Jugendtreff), die Ocean Bar und die Anytime-Disco im Heckbereich. Als erstes Schiff dieser Klasse hat die AIDAluna einen LED-Bildschirm mit 8-m-Bildschirmdiagonale bekommen. Auf diesem Bildschirm werden TV-Sendungen über das Bordleben gezeigt. Bei gutem Wetter wird auch über diesen Bildschirm eine Nintendo Wii angeschlossen, und die Spieler können die Spiele Bowling, Tennis oder Baseball von Wii-Sports spielen.
- Deck 14
Von Deck 12 geht es direkt auf Deck 14. Im vorderen Bereich befindet sich das Sonnendeck und das auffahrbare Glasdach der Wellness-Oase. Des Weiteren befindet sich dort der FKK-Bereich mit Whirlpool. Die Mitte ist frei und bietet einen Blick auf Deck 12. Im Heckbereich befindet sich ein Teil des Joggingparcours sowie hinter dem Schornstein das Sportaußendeck mit Volleyball, Basketball und Fußball. Das Sportdeck wird durch ein rundherum aufgebautes Netz geschützt, sodass keine Bälle über Bord gehen können.

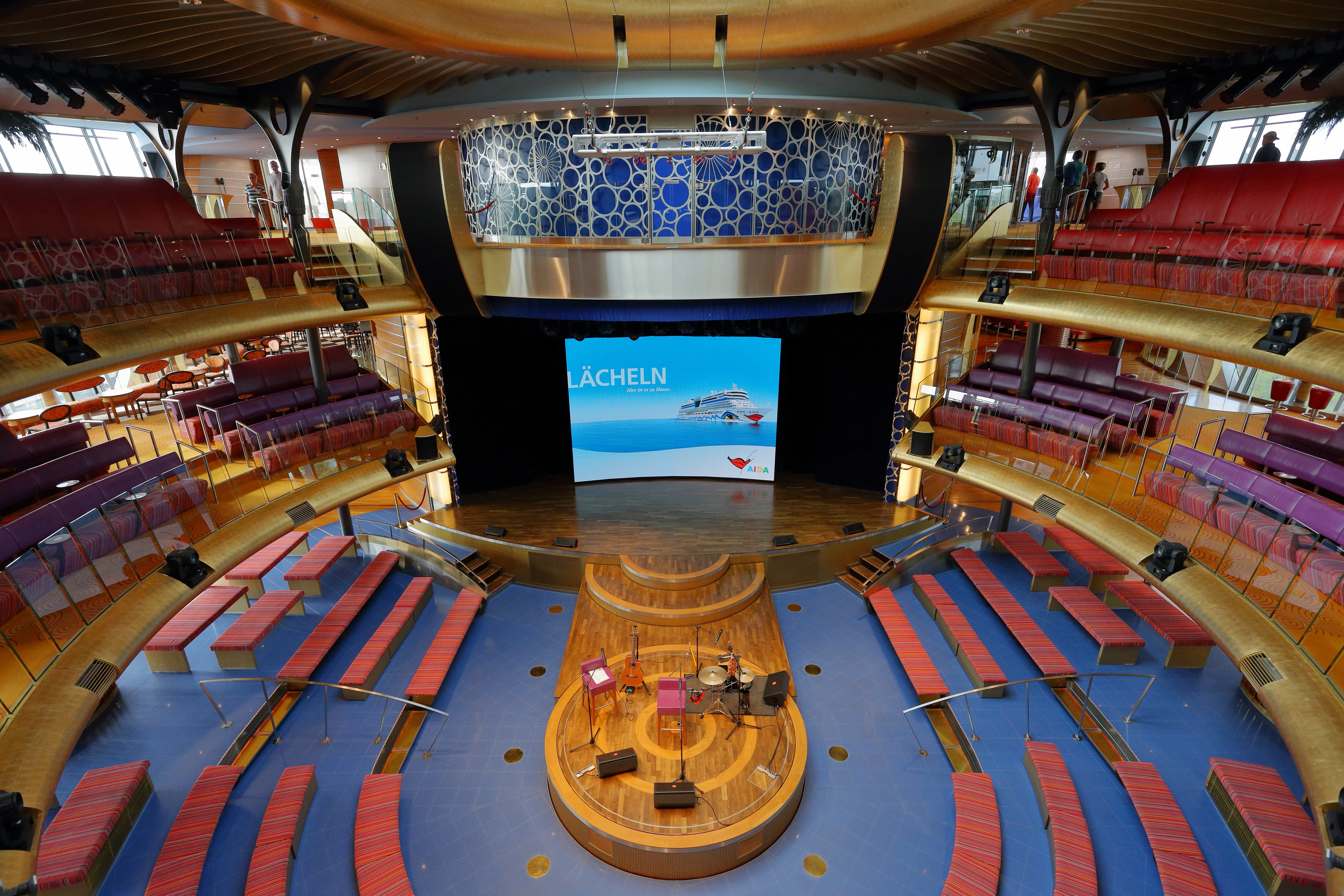
Theatrium
Sonnendeck achtern mit LED-Bildschirm
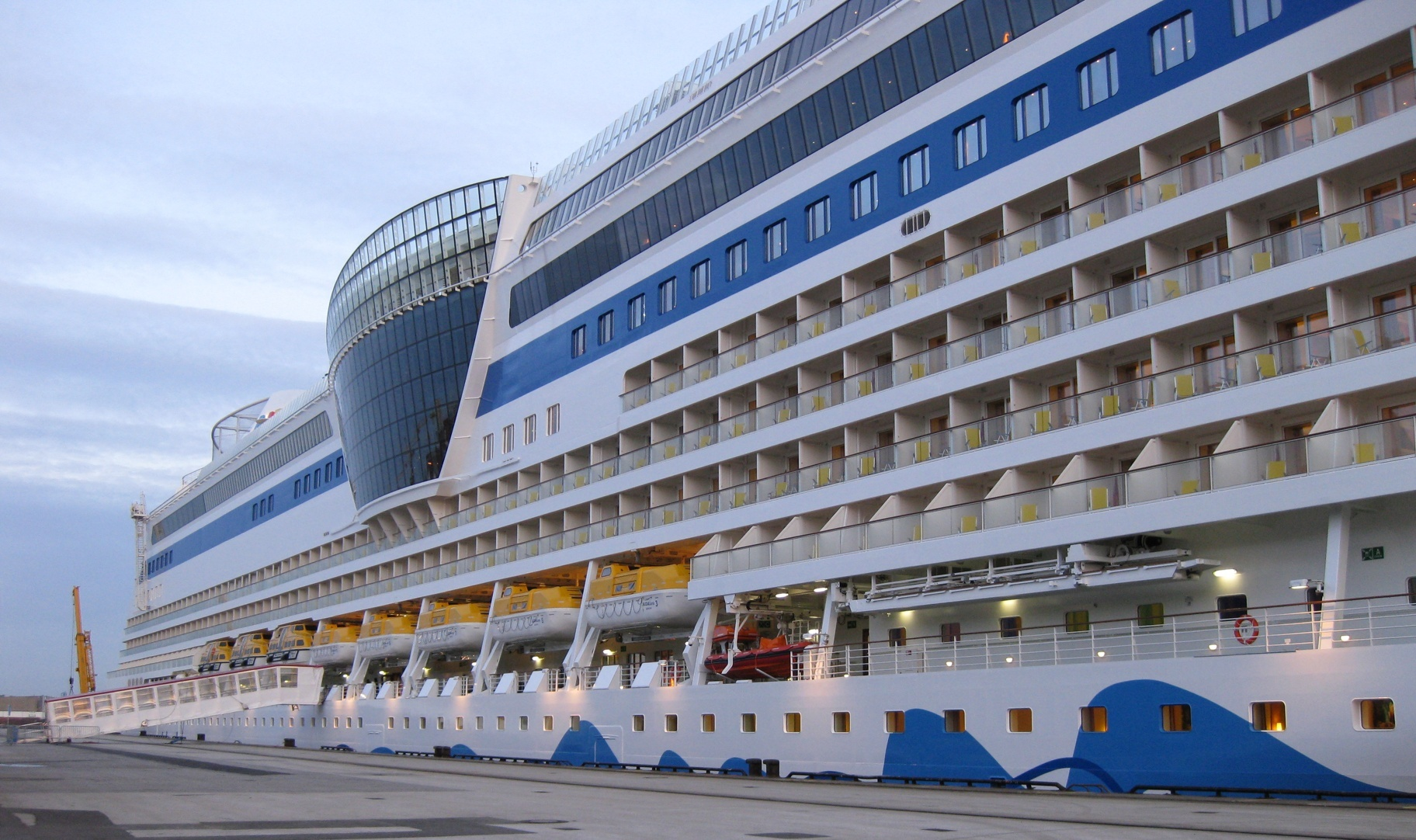
Am Hamburger Kreuzfahrtterminal in der HafenCity
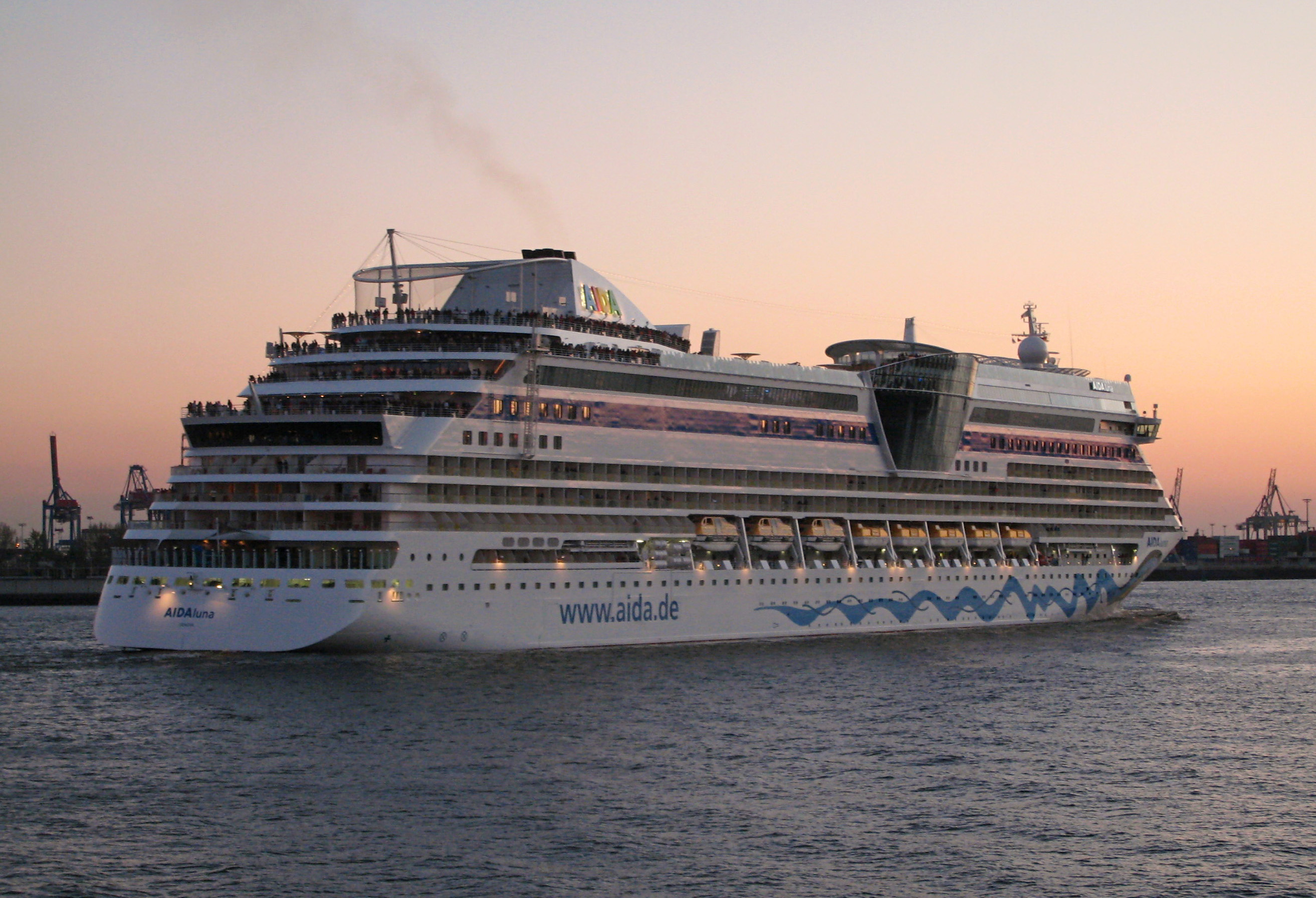
AIDAluna verlässt abends Hamburg

## Zwischenfälle
Am 9. September 2018 gegen 4 Uhr morgens verschwand der deutsche Sänger Daniel Küblböck vor der Küste Neufundlands von Bord der AIDAluna, während sie sich auf einer 17-tägigen Kreuzfahrt von Hamburg nach New York befand. Berichten zufolge sprang Küblböck von Deck 5 des Schiffes in den etwa 10,5 °C kalten Nordatlantik. Unter Hilfeleistung des Kreuzfahrtschiffs Zuiderdam und Einheiten der Küstenwache wurde nach ihm gesucht. Am 10. September 2018 wurde die Maßnahme aufgrund sehr geringer Überlebenschancen eingestellt.